# Marriott Hotels & Resorts
Marriott Hotels & Resorts – amerykańska sieć hotelowa należąca do Marriott International. Nazwa wywodzi się od Johna Willarda Marriotta, założyciela firmy Marriott Corporation. Marka została założona w 1957. Siedziba firmy znajduje się w stanie Maryland, w Bethesda. Do sieci należą 594 hotele (31 grudnia 2021) z łącznie 207 386 pokojami.

## Historia
Sieć hoteli Marriott powstała w latach 50. XX w. przez otwarcie dwóch moteli. Pierwszy powstał pod marką Quality Inn, obecnie należąca do sieci Choice Hotels, jako motel przy lotnisku w Waszyngtonie. Drugi powstał parę lat później w niedalekiej odległości jako Twin Bridges Motor Hotel. Przy otwarciu tego drugiego zrodziła się nazwa sieci. W roku 1990 hotel Twin Bridges zburzono. 
W 1967 w Arizonie w Stanach Zjednoczonych Marriott otwiera hotel Camelback Inn, a dwa lata później w Acapulco w Meksyku powstaje pierwszy hotel Marriott za granicą. 
W 1975 powstaje pierwszy hotel Marriott w Europie, w Amsterdamie w Niderlandach.
W 1976 Marriott otwiera dwa parki rozrywki Great Amerika, które osiem lat później sprzedaje firmie Six Flags.
W 1999 do sieci należało 360 hoteli w 47 krajach. W listopadzie 2010 otworzono 500. hotel Marriott.

## Hotele
Do sieci Marriott Hotels & Resorts należą 582 hotele na całym świecie, w tym 69 hoteli w Europie. W Polsce działa jeden hotel Marriott (7 sierpnia 2024).

### Afryka
- Algieria

- Algiers Marriott Hotel Bab Ezzouar
- Constantine Marriott Hotel

- Egipt

| • Cairo Marriott Hotel & Omar Khayyam Casino | • Hurghada Marriott Beach Resort | • Marriott Mena House, Cairo |

- Ghana

- Accra Marriott Hotel

- Maroko

| • Casablanca Marriott Hotel | • Fes Marriott Hotel Jnan Palace | • Rabat Marriott Hotel |

- Nigeria

- Lagos Marriott Hotel Ikeja

- Południowa Afryka

- Cape Town Marriott Hotel Crystal Towers
- Johannesburg Marriott Hotel Melrose Arch

- Rwanda

- Kigali Marriott Hotel

- Tunezja

- Sousse Pearl Marriott Resort & Spa
- Tunis Marriott Hotel

### Ameryka Południowa
- Argentyna

- Buenos Aires Marriott

- Boliwia

- Marriott Santa Cruz de la Sierra Hotel

- Brazylia

- Sao Paulo Airport Marriott Hotel

- Chile

- Santiago Marriott Hotel

- Gujana

- Guyana Marriott Hotel Georgetown

- Kolumbia

| • Barranquilla Marriott Hotel | • Cali Marriott Hotel     | • Santa Marta Marriott Resort Playa Dormida |
| • Bogota Marriott Hotel       | • Medellin Marriott Hotel |                                             |

### Ameryka Północna
- Kanada

| • Calgary Airport Marriott In-Terminal Hotel   | • Montreal Airport Marriott In-Terminal Hotel  | • Ottawa Marriott Hotel              | • Toronto Marriott Markham                   |
| • Calgary Marriott Downtown Hotel              | • Montreal Marriott Chateau Champlain          | • Quebec City Marriott Downtown      | • Vancouver Airport Marriott Hotel           |
| • Halifax Marriott Harbourfront Hotel          | • Niagara Falls Marriott Fallsview Hotel & Spa | • Toronto Airport Marriott Hotel     | • Victoria Marriott Inner Harbour            |
| • Marriott Downtown at CF Toronto Eaton Centre | • Niagara Falls Marriott on the Falls          | • Toronto Marriott City Centre Hotel | • Vancouver Marriott Pinnacle Downtown Hotel |

- Stany Zjednoczone

- Alabama

| • Auburn Marriott Opelika Resort & Spa at Grand National | • Marriott Birmingham         | • Mobile Marriott                                                          |
| • Huntsville Marriott at the Space & Rocket Center       | • Marriott Shoals Hotel & Spa | • Montgomery Marriott Prattville Hotel & Conference Center at Capitol Hill |

- Alaska

- Marriott Anchorage Downtown

- Arizona

| • Marriott Phoenix Airport  | • Marriott Phoenix Resort Tempe at The Buttes | • Scottsdale Marriott Old Town    |
| • Marriott Phoenix Chandler | • Scottsdale Marriott at McDowell Mountains   | • Tucson Marriott University Park |

- Arkansas

- Little Rock Marriott

- Connecticut

| • Hartford Marriott Downtown        | • Mystic Marriott Hotel & Spa   | • Trumbull Marriott Shelton |
| • Marriott Hartford/Windsor Airport | • Stamford Marriott Hotel & Spa | •                           |

- Floryda

| • Boca Raton Marriott at Boca Center                               | • Hollywood Beach Marriott                               | • Marriott Orlando Airport Lakeside     | • Miami Marriott Biscayne Bay                          | • Sawgrass Marriott Golf Resort & Spa |
| • Clearwater Beach Marriott Suites on Sand Key                     | • Key West Marriott Beachside Hotel                      | • Marriott Orlando Downtown             | • Miami Marriott Dadeland                              | • St. Petersburg Marriott Clearwater  |
| • Fort Lauderdale Marriott Coral Springs Hotel & Convention Center | • Marriott Fort Lauderdale Airport                       | • Marriott Sanibel Harbour Resort & Spa | • Orlando Marriott Lake Mary                           | • Tampa Airport Marriott              |
| • Fort Lauderdale Marriott Harbor Beach Resort & Spa               | • Marriott Hutchinson Island Beach Resort, Golf & Marina | • Marriott Stanton South Beach          | • Orlando World Center Marriott                        | • Tampa Marriott Water Street         |
| • Fort Lauderdale Marriott North                                   | • Marriott Jacksonville                                  | • Marriott Tampa Westshore              | • Palm Beach Gardens Marriott                          | • West Palm Beach Marriott            |
| • Fort Lauderdale Marriott Pompano Beach Resort & Spa              | • Marriott Jacksonville Downtown                         | • Miami Airport Marriott                | • Palm Beach Marriott Singer Island Beach Resort & Spa |                                       |

- Georgia

| • Atlanta Airport Marriott                     | • Atlanta Marriott Buckhead Hotel & Conference Center | • Atlanta Marriott Peachtree Corners        | • Columbus Marriott            |
| • Atlanta Airport Marriott Gateway             | • Atlanta Marriott Marquis                            | • Atlanta Marriott Perimeter Center         | • Macon Marriott City Center   |
| • Atlanta Evergreen Marriott Conference Resort | • Atlanta Marriott Northeast/Emory Area               | • Atlanta Marriott Suites Midtown           | • Marriott Savannah Riverfront |
| • Atlanta Marriott Alpharetta                  | • Atlanta Marriott Northwest at Galleria              | • Augusta Marriott at the Convention Center | • Stone Mountain Inn           |

- Hawaje

| • Waikiki Beach Marriott Resort & Spa | • Waikoloa Beach Marriott Resort & Spa | • Wailea Beach Resort - Marriott, Maui |

- Illinois

| • Bloomington-Normal Marriott Hotel & Conference Center | • Chicago Marriott Naperville | • Chicago Marriott Southwest at Burr Ridge | • Lincolnshire Marriott Resort   |
| • Chicago Marriott at Medical District/UIC              | • Chicago Marriott Northwest  | • Chicago Marriott Suites Deerfield        | • Marriott Chicago O’Hare        |
| • Chicago Marriott Downtown Magnificent Mile            | • Chicago Marriott Oak Brook  | • Chicago Marriott Suites Downers Grove    | • Marriott Marquis Chicago       |
| • Chicago Marriott Midway                               | • Chicago Marriott Schaumburg | • Chicago Marriott Suites O'Hare           | • Peoria Marriott Pere Marquette |

- Indiana

| • Indianapolis Marriott Downtown | • Indianapolis Marriott East | • Marriott Indianapolis North |

- Iowa

| • Cedar Rapids Marriott | • Des Moines Marriott Downtown | • West Des Moines Marriott |

- Kalifornia

| • Anaheim Marriott                                  | • Laguna Cliffs Marriott Resort & Spa         | • Napa Valley Marriott Hotel & Spa   | • San Diego Marriott Mission Valley         | • Santa Clara Marriott                       |
| • Anaheim Marriott Suites                           | • Long Beach Marriott                         | • Newport Beach Marriott Bayview     | • San Francisco Airport Marriott Waterfront | • Santa Ynez Valley Marriott                 |
| • Bakersfield Marriott at the Convention Center     | • Los Angeles Airport Marriott                | • Oakland Marriott City Center       | • San Francisco Marriott Fisherman's Wharf  | • Torrance Marriott Redondo Beach            |
| • Beverly Hills Marriott                            | • Los Angeles Marriott Burbank Airport        | • Pleasanton Marriott                | • San Francisco Marriott Marquis            | • VEA Newport Beach, A Marriott Resort & Spa |
| • Coronado Island Marriott Resort & Spa             | • Marina del Rey Marriott                     | • Sacramento Marriott Rancho Cordova | • San Francisco Marriott Union Square       | • Ventura Beach Marriott                     |
| • Costa Mesa Marriott                               | • Marriott Irvine Spectrum                    | • San Diego Marriott Del Mar         | • San Jose Marriott                         | • Visalia Marriott at the Convention Center  |
| • Fremont Marriott Silicon Valle                    | • Marriott Marquis San Diego Marina           | • San Diego Marriott Gaslamp Quarter | • San Mateo Marriott San Francisco Airport  | • Walnut Creek Marriott                      |
| • Fullerton Marriott at California State University | • Marriott Riverside at the Convention Center | • San Diego Marriott La Jolla        | • San Ramon Marriott                        | • Warner Center Marriott Woodland Hill       |
| • Irvine Marriott                                   | • Monterey Marriott                           |                                      |                                             |                                              |

- Kansas

- Marriott Kansas City Overland Park
- Wichita Marriott

- Karolina Południowa

| • Charleston Marriott               | • Marriott Myrtle Beach Resort & Spa at Grande Dunes |
| • Greenville Marriott               | • North Charleston Marriott                          |
| • Marriott Columbia                 | • Spartanburg Marriott                               |
| • Marriott Hilton Head Resort & Spa |                                                      |

- Karolina Północna

| • Charlotte Marriott City Center         | • Marriott Greensboro Downtown                   | • Raleigh Marriott Crabtree Valley                 |
| • Charlotte Marriott SouthPark           | • Marriott Raleigh Durham Research Triangle Park | • UNC Charlotte Marriott Hotel & Conference Center |
| • Durham Marriott City Center            | • Raleigh Marriott City Center                   | • Winston-Salem Marriott                           |
| • Greensboro-High Point Marriott Airport |                                                  |                                                    |

- Kentucky

| • Cincinnati Marriott at RiverCenter                | • Lexington Marriott City Center | • Louisville Marriott East    |
| • Lexington Griffin Gate Marriott Golf Resort & Spa | • Louisville Marriott Downtown   | • Marriott Cincinnati Airport |

- Kolorado

| • Boulder Marriott          | • Denver Airport Marriott at Gateway Park | • Denver Marriott Tech Center | • Denver Marriott Westminster |
| • Colorado Springs Marriott | • Denver Marriott South at Park Meadows   | • Denver Marriott West        | • Fort Collins Marriott       |

- Luizjana

| • Baton Rouge Marriott | • New Orleans Marriott Metairie at Lakeway     |
| • New Orleans Marriott | • New Orleans Marriott Warehouse Arts District |

- Maryland

| • Baltimore Marriott Inner Harbor at Camden Yards | • Bethesda North Marriott Hotel & Conference Center | • Gaithersburg Marriott Washingtonian Center |
| • Baltimore Marriott Waterfront                   | • BWI Airport Marriott                              | • Marriott Bethesda Downtown at Marriott HQ  |
| • Bethesda Marriott                               | • College Park Marriott Hotel & Conference Center   | • Marriott Owings Mills Metro Centre         |

- Massachusetts

| • Boston Marriott Burlington | • Boston Marriott Copley Place | • Boston Marriott Newton  | • Marriott Boston Quincy        |
| • Boston Marriott Cambridge  | • Boston Marriott Long Wharf   | • Boston Marriott Peabody | • Marriott Springfield Downtown |

- Michigan

| • Ann Arbor Marriott Ypsilanti at Eagle Crest | • Detroit Marriott Livonia    | • Detroit Metro Airport Marriott            |
| • Auburn Hills Marriott Pontiac               | • Detroit Marriott Southfield | • Marriott East Lansing at University Place |
| • Detroit Marriott at the Renaissance Center  | • Detroit Marriott Troy       | • The Dearborn Inn, A Marriott Hotel        |

- Minnesota

| • Marriott Minneapolis Airport     | • Minneapolis Marriott Southwest      |
| • Minneapolis Marriott City Center | • Minneapolis Marriott West           |
| • Minneapolis Marriott Northwest   | • Rochester Marriott Mayo Clinic Area |

- Missouri

| • Kansas City Airport Marriott            | • Marriott St. Louis Airport |
| • Kansas City Marriott Country Club Plaza | • Marriott St. Louis Grand   |
| • Kansas City Marriott Downtown           | • Marriott St. Louis West    |

- Nebraska

| • Omaha Marriott                                  | • South Sioux City Marriott Riverfront  |
| • Omaha Marriott Downtown at the Capitol District | • The Lincoln Marriott Cornhusker Hotel |

- Nevada

- Las Vegas Marriott

- New Hampshire

- Wentworth by the Sea, A Marriott Hotel & Spa

- New Jersey

| • Bridgewater Marriott  | • Newark Liberty International Airport Marriott |
| • Hanover Marriott      | • Princeton Marriott at Forrestal               |
| • Marriott Park Ridge   | • Teaneck Marriott at Glenpointe                |
| • Marriott Saddle Brook |                                                 |

- Nowy Jork

| • Buffalo Marriott at LECOM HARBORCENTER  | • Marriott Albany               | • New York LaGuardia Airport Marriott      | • New York Marriott Marquis  |
| • Buffalo Marriott Niagara                | • Marriott Melville Long Island | • New York Marriott at the Brooklyn Bridge | • Rochester Airport Marriott |
| • Ithaca Marriott Downtown on the Commons | • Marriott New York JFK Airport | • New York Marriott Downtown               | • Westchester Marriott       |
| • Long Island Marriott                    | • Marriott Syracuse Downtown    |                                            |                              |

- Nowy Meksyk

- Albuquerque Marriott Pyramid North
- Marriott Albuquerque

- Ohio

| • Cleveland Marriott Downtown at Key Tower | • Marriott Cincinnati North     |
| • Cleveland Marriott East                  | • Marriott Cincinnati Northeast |
| • Columbus Airport Marriott                | • Marriott Columbus Northwest   |
| • Marriott at the University of Dayton     | • Marriott Columbus OSU         |

- Oklahoma

- Marriott Tulsa Hotel Southern Hills

- Oregon

- Portland Marriott Downtown Waterfront
- The Bidwell Marriott Portland

- Pensylwania

| • Lancaster Marriott at Penn Square | • Philadelphia Marriott Old City  |
| • Marriott Philadelphia West        | • Pittsburgh Airport Marriott     |
| • Philadelphia Airport Marriott     | • Pittsburgh Marriott City Center |
| • Philadelphia Marriott Downtown    | • Pittsburgh Marriott North       |

- Rhode Island

- Newport Marriott
- Providence Marriott Downtown

- Teksas

| • Austin Marriott Downtown                       | • Dallas/Fort Worth Airport Marriott                               | • Dallas/Plano Marriott at Legacy Town Center              | • Houston Marriott Medical Center/Museum District | • Houston Marriott Westchase                      | • Marriott Dallas Las Colinas | • Marriott Marquis Houston                  | • San Antonio Marriott Rivercenter                          |
| • Austin Marriott North                          | • Dallas/Fort Worth Marriott Hotel & Golf Club at Champions Circle | • Houston Airport Marriott at George Bush Intercontinental | • Houston Marriott North                          | • Houston Marriott West Loop by The Galleria      | • Marriott Dallas Uptown      | • Marriott San Antonio Airport              | • San Antonio Marriott Riverwalk                            |
| • Austin Marriott South                          | • Dallas Marriott Downtown                                         | • Houston CityPlace Marriott at Springwoods Village        | • Houston Marriott South at Hobby Airport         | • Marriott Dallas Allen Hotel & Convention Center | • Marriott DFW Airport South  | • Odessa Marriott Hotel & Conference Center | • The Woodlands Waterway Marriott Hotel & Convention Center |
| • Dallas/Addison Marriott Quorum by the Galleria | • Dallas Marriott Suites Medical/Market Center                     | • Houston Marriott Energy Corridor                         | • Houston Marriott Sugar Land                     | • Marriott Dallas/Fort Worth Westlake             | • Marriott El Paso            | • San Antonio Marriott Northwest            |                                                             |

- Tennessee

| • Chattanooga Marriott Downtown  | • Marriott Memphis East                            |
| • Franklin Marriott Cool Springs | • MeadowView Conference Resort & Convention Center |
| • Marriott Knoxville Downtown    | • Nashville Marriott at Vanderbilt University      |

- Utah

| • Provo Marriott Hotel & Conference Center | • Salt Lake City Marriott University Park   |
| • Salt Lake City Marriott City Center      | • Salt Lake Marriott Downtown at City Creek |

- Waszyngton

| • Marriott Tacoma Downtown  | • Seattle Marriott Redmond    |
| • Seattle Airport Marriott  | • Seattle Marriott Waterfront |
| • Seattle Marriott Bellevue |                               |

- Waszyngton DC

| • Marriott Marquis Washington, DC     | • Washington Marriott Capitol Hill |
| • Washington Marriott at Metro Center | • Washington Marriott Georgetown   |

- Wirginia

| • Crystal City Marriott at Reagan National Airport | • Marriott Virginia Beach Oceanfront   | • Richmond Marriott Short Pump         | • Washington Dulles Airport Marriott    |
| • Crystal Gateway Marriott                         | • Newport News Marriott at City Center | • The Marriott Ranch Bed and Breakfast | • Washington Dulles Marriott Suites     |
| • Fairfax Marriott at Fair Oaks                    | • Norfolk Waterside Marriott           | • Tysons Corner Marriott               | • Westfields Marriott Washington Dulles |
| • Falls Church Marriott Fairview Park              | • Richmond Marriott                    |                                        |                                         |

- Wirginia Zachodnia

- Charleston Marriott Town Center
- Morgantown Marriott at Waterfront Place

- Wisconsin

| • Madison Marriott West       |
| • Milwaukee Marriott Downtown |
| • Milwaukee Marriott West     |

### Ameryka Środkowa & Karaiby
- Aruba

- Aruba Marriott Resort & Stellaris Casino

- Curaçao

- Curacao Marriott Beach Resort

- Haiti

- Marriott Port-au-Prince Hotel

- Kajmany

- Grand Cayman Marriott Resort

- Kostaryka

- Costa Rica Marriott Hotel Hacienda Belen
- Los Suenos Marriott Ocean & Golf Resort

- Meksyk

| • Aguascalientes Marriott Hotel          | • Marriott Puebla Hotel Meson del Angel | • Tijuana Marriott Hotel      |
| • Culiacan Marriott Hotel                | • Marriott Puerto Vallarta Resort & Spa | • Torreon Marriott Hotel      |
| • Ixtapan de la Sal Marriott Hotel & Spa | • Marriott Tuxtla Gutierrez Hotel       | • Villahermosa Marriott Hotel |
| • Marriott Cancun Resort                 | • Mexico City Marriott Reforma Hotel    |                               |

- Panama

- Marriott Panama Hotel

- Portoryko

- San Juan Marriott Resort & Stellaris Casino

- Saint Kitts i Nevis

- St. Kitts Marriott Resort & The Royal Beach Casino

- Wenezuela

- Marriott Maracay Golf Resort
- Venezuela Marriott Hotel Playa Grande

### Australia & Oceania
- Australia

| • Brisbane Marriott Hotel                        |
| • Melbourne Marriott Hotel                       |
| • Melbourne Marriott Hotel Docklands             |
| • Sydney Harbour Marriott Hotel at Circular Quay |

- Fidżi

- Fiji Marriott Resort Momi Bay

### Azja
- Armenia

- Armenia Marriott Hotel Yerevan
- Tsaghkadzor Marriott Hotel

- Azerbejdżan

- Baku Marriott Hotel Boulevard

- Chiny

| • Baotou Marriott Hotel            | • Changzhou Marriott Hotel Jintan         | • Guangzhou Marriott Hotel Baiyun | • Hangzhou Marriott Hotel Qianjiang   | • Kaohsiung Marriott Hotel     | • Ningbo Marriott Hotel                  | • Shanghai Marriott Hotel Parkview      | • Shantou Marriott Hotel             | • Suining Marriott Hotel                                           | • Wenzhou Airport Marriott Hotel     | • Wuxi Marriott Hotel Lihu Lake             | • Xuzhou Marriott Hotel Lakeview | • Zhangjiagang Marriott Hotel     |
| • Beijing Marriott Hotel Changping | • Chengdu Marriott Hotel Financial Centre | • Guangzhou Marriott Hotel Nansha | • Hong Kong Ocean Park Marriott Hotel | • Liyang Marriott Hotel        | • Qinhuangdao Marriott Resort            | • Shanghai Marriott Hotel Pudong East   | • Shenyang Marriott Hotel            | • Suzhou Marriott Hotel                                            | • Wenzhou Marriott Hotel             | • Xiamen Marriott Hotel & Conference Centre | • Yancheng Marriott Hotel        | • Zhejiang Taizhou Marriott Hotel |
| • Beijing Marriott Hotel Northeast | • Chongqing Marriott Hotel                | • Guangzhou Marriott Hotel Tianhe | • Hong Kong SkyCity Marriott Hotel    | • Marriott Nanjing South Hotel | • Sanya Marriott Yalong Bay Resort & Spa | • Shanghai Marriott Hotel Pudong South  | • Shenzhen Marriott Hotel Golden Bay | • Suzhou Marriott Hotel Taihu Lake                                 | • Wuhan Marriott Hotel Hankou        | • Xiamen Marriott Hotel Haicang             | • Yantai Marriott Hotel          | • Zhuhai Marriott Hotel           |
| • Beijing Marriott Hotel Yanqing   | • Foshan Marriott Hotel                   | • Haikou Marriott Hotel           | • Jiaxing Marriott Hotel              | • Nanning Marriott Hotel       | • Shanghai Marriott Hotel Hongqiao       | • Shanghai Marriott Hotel Riverside     | • Shenzhen Marriott Hotel Nanshan    | • Taipei Marriott Hotel                                            | • Wuhan Marriott Hotel Optics Valley | • Xiangshui Bay Marriott Resort             | • Yiwu Marriott Hotel            | • Zhuzhou Marriott Hotel          |
| • Changzhou Marriott Hotel         | • Fuzhou Marriott Hotel Riverside         | • Hangzhou Marriott Hotel Lin'an  | • Jinhua Marriott Hotel               | • Nantong Marriott Hotel       | • Shanghai Marriott Hotel Kangqiao       | • Shanghai Marriott Marquis City Centre | • Shunde Marriott Hotel              | • Tianjin Marriott Hotel National Convention and Exhibition Center | • Wutai Mountain Marriott Hotel      |                                             |                                  |                                   |

- Filipiny

- Clark Marriott Hotel
- Manila Marriott Hotel

- Gruzja

- Tbilisi Marriott Hotel

- Indie

| • Bengaluru Marriott Hotel Whitefield          | • Indore Marriott Hotel           | • Kochi Marriott Hotel |
| • Goa Marriott Resort & Spa                    | • Jaipur Marriott Hotel           | • Marriott Suites Pune |
| • Hyderabad Marriott Hotel & Convention Centre | • Jaisalmer Marriott Resort & Spa | • Surat Marriott Hotel |

- Indonezja

- Batam Marriott Hotel Harbour Bay
- Yogyakarta Marriott Hotel

- Japonia

| • Fuji Marriott Hotel Lake Yamanaka | • Lake Biwa Marriott Hotel       | • Osaka Marriott Miyako Hotel |
| • Izu Marriott Hotel Shuzenji       | • Nagoya Marriott Associa Hotel  | • Tokyo Marriott Hotel        |
| • Karuizawa Marriott Hotel          | • Nanki-Shirahama Marriott Hotel |                               |

- Korea Południowa

- Daegu Marriott Hotel
- Jeju Shinhwa World Marriott Resort

- Malezja

| • Kota Kinabalu Marriott Hotel | • Mulu Marriott Resort & Spa |
| • Miri Marriott Resort & Spa   | • Putrajaya Marriott Hotel   |

- Nepal

- Kathmandu Marriott Hotel

- Pakistan

- Islamabad Marriott Hotel
- Karachi Marriott Hotel

- Singapur

- Singapore Marriott Tang Plaza Hotel

- Sri Lanka

- Weligama Bay Marriott Resort & Spa

- Tajlandia

| • Bangkok Marriott Hotel Sukhumvit      | • Phuket Marriott Resort & Spa, Merlin Beach     |
| • Bangkok Marriott Hotel The Surawongse | • Phuket Marriott Resort and Spa, Nai Yang Beach |
| • Bangkok Marriott Marquis Queen’s Park | • Rayong Marriott Resort & Spa                   |
| • Hua Hin Marriott Resort & Spa         |                                                  |

- Wietnam

- Danang Marriott Resort & Spa

### Bliski Wschód
- Arabia Saudyjska

| • Jabal Omar Marriott Hotel, Makkah  | • Riyadh Airport Marriott Hotel |
| • Jeddah Marriott Hotel Madinah Road | • Riyadh Marriott Hotel         |
| • Marriott Riyadh Diplomatic Quarter |                                 |

- Jordania

| • Amman Marriott Hotel           |
| • Dead Sea Marriott Resort & Spa |
| • Petra Marriott Hotel           |

- Katar

- Marriott Marquis City Center Doha Hotel

- Zjednoczone Emiraty Arabskie

| • Dubai Marriott Harbour Hotel & Suites | • Marriott Hotel Downtown, Abu Dhabi   |
| • Marriott Hotel Al Forsan, Abu Dhabi   | • Marriott Resort Palm Jumeirah, Dubai |
| • Marriott Hotel Al Jaddaf, Dubai       |                                        |

### Europa
- Austria: Wiedeń Vienna Marriott Hotel
- Belgia: 
  - Bruksela Brussels Marriott Hotel Grand Place
  - Gandawa Ghent Marriott Hotel
- Białoruś: Mińsk Minsk Marriott Hotel
- Bośnia i Hercegowina: Mostar Mostar Marriott Hotel
- Czechy: Praga Prague Marriott Hotel
- Dania: Kopenhaga Copenhagen Marriott Hotel
- Francja: 
  - Cap-d’Ail Riviera Marriott Hotel La Porte de Monaco
  - Lyon Lyon Marriott Hotel Cité Internationale
  - Paryż Paris Marriott Champs Elysees Hotel, Paris Marriott Opera Ambassador Hotel, Paris Marriott Rive Gauche Hotel & Conference Center
  - Roissy-en-France Paris Marriott Charles de Gaulle Airport Hotel
- Grecja: Ateny Athens Marriott Hotel
- Hiszpania:
  - Dénia Denia Marriott La Sella Golf Resort & Spa
  - Madryt Madrid Marriott Auditorium Hotel & Conference Center
- Macedonia Północna: Skopje Skopje Marriott Hotel
- Malta: St. Julian’s Malta Marriott Hotel & Spa
- Niderlandy:
  - Amsterdam Amsterdam Marriott Hotel
  - Haga The Hague Marriott Hotel
  - Rotterdam Rotterdam Marriott Hotel
- Niemcy: 
  - Berlin Berlin Marriott Hotel
  - Bonn Bonn Marriott Hotel
  - Frankfurt nad Menem Frankfurt Marriott Hotel
  - Freising Munich Airport Marriott Hotel
  - Hamburg Hamburg Marriott Hotel
  - Heidelberg Heidelberg Marriott Hotel
  - Kolonia Cologne Marriott Hotel
  - Lipsk Leipzig Marriott Hotel
  - Monachium Munich Marriott Hotel, Munich Marriott Hotel City West
  - Sindelfingen Stuttgart Marriott Hotel Sindelfingen
- Polska: 
  - Sopot Sopot Marriott Resort & Spa, ul. Bitwy pod Płowcami 5
- Portugalia:
  - Lizbona Lisbon Marriott Hotel
  - Óbidos Praia D'El Rey Marriott Golf & Beach Resort
- Szwajcaria:
  - Bazylea Basel Marriott Hotel
  - Genewa Geneva Marriott Hotel
  - Zurych Zurich Marriott Hotel
- Turcja: 
  - Izmir Izmir Marriott Hotel
  - Stambuł Istanbul Marriott Hotel Asia, Istanbul Marriott Hotel Sisli
- Węgry: Budapeszt Budapest Marriott Hotel
- Wielka Brytania:
  - Bournemouth Bournemouth Highcliff Marriott Hotel
  - Bristol Bristol Marriott Royal Hotel
  - Cardiff Cardiff Marriott Hotel
  - Edynburg Edinburgh Holyrood Hotel
  - Glasgow Glasgow Marriott Hotel
  - Hayes London Heathrow Marriott Hotel
  - Leeds Leeds Marriott Hotel
  - Leicester Leicester Marriott Hotel
  - Lingfield Lingfield Park Marriott Hotel & Country Club
  - Londyn London Marriott Hotel Canary Wharf, London Marriott Hotel County Hall, London Marriott Hotel Grosvenor Square, London Marriott Hotel Kensington, London Marriott Hotel Maida Vale, London Marriott Hotel Marble Arch, London Marriott Hotel Park Lane, London Marriott Hotel Regents Park
  - Manchester Manchester Marriott Victoria & Albert Hotel, Manchester Piccadilly Hotel
  - Portsmouth Portsmouth Marriott Hotel
  - Twickenham London Marriott Hotel Twickenham
  - Ware Hanbury Manor Marriott Hotel & Country Club
- Włochy: 
  - Mediolan Milan Marriott Hotel
  - Rzym Rome Marriott Grand Hotel Flora, Rome Marriott Park Hotel